# حكومة زيد الرفاعي الثالثة
حكومة زيد الرفاعي الثالثة هي الحكومة السابعة والستون من حكومات المملكة الأردنية الهاشمية. شكّل زيد الرفاعي الحكومة في 8 فبراير عام 1976م، بتكليف من ملك الأردن الحسين بن طلال. وقد حلّت الحكومة في 13 يوليو 1976.

## وصلات خارجية
- موقع رئاسة الوزراء